# Kanata Irei
Kanata Irei (伊礼 彼方), de son vrai nom Daniel Irei (ダニエル 伊礼), né le 3 février 1982 à Lanús en Argentine, est un mannequin, acteur, chanteur nippon-chilien essentiellement actif sur la scène japonaise.

## Biographie

### Jeunesse et famille
Né d'une mère chilienne et d'un père japonais dans la province de Buenos Aires, Irei rejoint le Japon à l'âge de six ans. Il conserve toutefois de bonnes notions d'espagnol. Il est élevé à Yokohama, dans la préfecture de Kanagawa. Il grandit aux côtés de ses cadets Rocky et Mari. 
Son nom de scène lui provient de son grand-père qui ne parvenait pas à prononcer Daniel et le surnommait donc Kanata.

### Une vocation précoce
Peu intéressé par les études traditionnelles, Irei manifeste en revanche très tôt un intérêt marqué pour la musique. Il apprend la guitare, la basse et la batterie.
Il intègre à vingt-quatre ans la distribution de Tenimyu, franchise musicale tirée du manga à succès Prince du tennis, réputée pour être un tremplin de la scène musicale nippone.
Il est révélé deux ans plus tard via le rôle de Rudolf dans Elisabeth, autre rôle jugé incontournable pour les débutants. Sa carrière est alors lancée et il alterne entre les comédies musicales, les pièces de théâtre ou encore le mannequinat.

### Une réputation solide
En 2019, il est choisi pour incarner Javert dans l'adaptation de la comédie musicale Les Misérables au Théâtre Impérial de Tokyo. Le rôle de l'inspecteur est un défi qui lui tient particulièrement à cœur : « [...] Ce n'était pas la qualité du chant qui primait mais le sentiment d'urgence que dégageait Javert. C'était un rôle dont j'avais toujours rêvé [...]. J'aime ce qu'on pourrait appeler les personnages méchants ». Sa performance lui permet de décrocher une nomination aux prestigieux Yomiuri Theater Awards.
La même année sort son album Elegante centré sur les comédies musicales. Il y reprend notamment les titres de Grand Hotel, Elisabeth, Jekyll & Hyde ou encore Les Misérables. Selon les chansons, les paroles sont interprétées en japonais, en anglais ou en espagnol.
Depuis janvier 2021, il est le directeur général de l'Association Mirai no Kaigi, qui a pour but de collecter des fonds pour les arts du spectacle.
En juillet 2025, il participe à la série de concerts commémorant le 80e anniversaire de Maury Yeston et le 20e anniversaire du Umeda Arts Theater : intitulé Life's A Joy! Life Goes On!, le projet est mis en scène par Yamato Ikuta et reprend les principaux succès de Yeston. Kanata Irei y partage notamment l'affiche avec Yū Shirota, Keisuke Higashi, Kazuki Katō, Kiho Maaya, Kōhei Ueguchi ou encore Tomona Yabiku.

## Performances scéniques(sélection partielle)
- 2006-2008 : Tenimyu : Saeki Kojirō
- 2008 : California Story : Suwena Lanbâdo
- 2008-2010 : Elisabeth : Le Prince Rudolf
- 2009 : Aïda : Radames
- 2010 : Side Show : Buddy Foster
- 2010-2011 : Anna Karenina : Vronsky
- 2012 : Hamlet : Laertes
- 2013-2014 : La Tempête : Ferdinand
- 2014 : Thrill Me : Richard Loeb
- 2014 : Les Deux Gentilshommes de Vérone : Speed
- 2015 : Wuthering Heights : Edgar Linton
- 2015 : Le Petit Prince : L'aviateur
- 2016 : Grand Hotel : Baron Felix Von Gaigern
- 2016 : Dommage qu'elle soit une putain : Soranzo
- 2016 : Crest of the Royal Family : Ryan Reed
- 2017 : Comme il vous plaira : Amiens
- 2017-2020 : Beautiful: The Carole King Musical : Gerry Goffin
- 2017 : Memphis : Bobby
- 2018 : Jersey Boys : Tommy DeVito
- 2019-2021 / 2024-2025 : Les Misérables : Javert
- 2020-2022 : Miss Saigon : L'Ingénieur
- 2022 : Blood Brothers : Le narrateur
- 2023 : Le Roi Arthur : Méléagant
- 2023-2024 : Moulin Rouge! : Le Duc de Monroth
- 2023 : Noises Off : Lloyd Dallas